# 莫維萊尼鄉 (加拉茨縣)
45°45′30″N 27°22′47″E / 45.7583°N 27.3796°E
莫維萊尼鄉（羅馬尼亞語：Movileni, Galați），是羅馬尼亞的鄉份，位於該國東部，由加拉茨縣負責管轄，面積40平方公里，海拔高度45米，2007年人口3,318，人口密度每平方公里83人。